# Большая Лыжня
Большая Лыжня (сев.-зап. мар. Изи Лижнӓ) — опустевшая деревня в Кикнурском районе Кировской области.

## География
Находится на расстоянии примерно 6 км по прямой на юго-восток от райцентра поселка  Кикнур.

## История
Известна была с 1748 года как деревня Лижня с населением 72 души мужского пола. В 1873 года здесь (уже Лыжня большая) отмечено дворов 58 и жителей 410, в 1905 75 и 397, в 1926 97 и 421 (мари 378), в 1950 55 и 158, в 1989 году оставалось 89 человек. В период 2006-2014 годов входила в Потняковское сельское поселение. С 2014 по январь 2020 года входила в Кикнурское сельское поселение до его упразднения. 

## Население
Постоянное население  составляло 39 человек (мари 92%) в 2002 году, 0 в 2010.
| Год  | Численность | Численность |
| ---- | ----------- | ----------- |
| 2010 | 0           | [ 4 ]       |